# Савёловская (станция метро, Большая кольцевая линия)
«Савёловская» — станция Московского метрополитена на Большой кольцевой линии. Связана пересадкой с одноимённой станцией на Серпуховско-Тимирязевской линии. Своё название получила по Савёловскому вокзалу. Расположена на границе Савёловского и Бутырского районов (САО и СВАО) под улицей Нижняя Масловка. Открыта 30 декабря 2018 года продлением совмещённого участка Солнцевской и Большой кольцевой линии на один перегон. Пилонная трёхсводчатая станция глубокого заложения с одной островной платформой.

## История строительства
24 июня 2008 года постановлением Правительства Москвы на основании предложения городской межведомственной комиссии по наименованию территориальных единиц, улиц и станций метрополитена было утверждено название «Нижняя Масловка». В конце октября (или в августе) 2018 года это проектное название заменено на «Савёловская».
По первоначальным планам, станция должна была открыться к 2015 году. В 2011 году появились планы открыть станцию в 2014 году, но через год дату открытия вновь перенесли на 2015 год. В октябре 2014 года открытие было перенесено сначала на 2016 год, в августе 2015 года новым сроком открытия был назван 2017 год, а всего через 2 месяца, в октябре 2015 года — уже 2018 год.
В начале мая 2018 года заместитель мэра Москвы по вопросам градостроительной политики и строительства Марат Хуснуллин сообщил, что станцию планируется открыть в середине декабря 2018 года.
21 июля 2018 года было объявлено о переносе предполагаемой даты открытия станции на начало 2019 года.
В августе 2018 года в СМИ станция фигурировала под новым названием «Савёловская», при этом в качестве возможного срока открытия вновь стал рассматриваться конец этого же года.

## Открытие
30 декабря 2018 года станция была открыта для пассажиров мэром Москвы Сергеем Собяниным.
25 января 2019 года открыли второй вестибюль станции, выходящий непосредственно к Савёловскому вокзалу.
С момента открытия станция являлась частью двух маршрутов: Солнцевской и Большой кольцевой линии. После возобновления работы станции метро «Деловой центр» 12 декабря 2020 года, движение Солнцевской линии по участку «Хорошевская» — «Савёловская» прекратилось.
1 апреля 2021 года, после открытия станций «Народное Ополчение» и «Мнёвники», на Большой кольцевой линии было организовано вилочное движение: часть поездов следует до станции «Деловой центр», а часть — до «Мнёвников» (с 7 декабря 2021 года — до «Каховской», а с 1 марта 2023 года, после замыкания БКЛ — по кольцу против часовой стрелки). 22 июня 2024 года движение по маршруту «Савёловская» — «Деловой центр»   прекращено с связи с закрытием станций «Шелепиха» и «Деловой центр.
С 23 июля по 15 августа 2022 года станция была закрыта в связи с подготовкой к  присоединению нового участка Большой кольцевой линии.

## Проектирование
Станцию изначально планировалось построить горнопроходческим способом (два тоннеля — для движения поездов и один — для платформенной части «Нижней Масловки»). Проектной компанией «Геодата Инжиниринг» предлагались технологии, предполагающие односводчатую конструкцию. Проектировщики считали, что такой метод позволил бы построить станцию не за 36 месяцев, а за 24. Однако в конечном итоге выбор сделан в пользу горного способа строительства.
Генеральный проектировщик и генеральный подрядчик по строительству — АО «Мосинжпроект».

## Строительство
- Март 2012 года. Началось строительство станции.
- Январь 2018 года. Капитальные строительные работы на станции заканчиваются, установка инженерных систем и подготовка к началу архитектурной отделки. Все станционные тоннели и наклонные ходы пройдены, завершается проходка вентиляционного ствола и строительство технических помещений. Перегонные тоннели в сторону станции «Петровский парк» полностью пройдены, заканчивается строительство служебной соединительной ветви с Серпуховско-Тимирязевской линией[6].
- 23 мая 2018 года. Специалисты приступили к монтажу секций эскалатора вестибюля № 1.
- 27 сентября 2018 года. Начат монтаж 12 ниток эскалаторов: по 4 в вестибюлях, 4 на пересадке.
- 19 октября 2018 года. Готовы оборотные тупики для поездов, уложены пути[24].
- 29 ноября 2018 года. Проходка перегонных тоннелей от станции «Петровский парк» в сторону «Савёловской», а также основные строительные работы завершены. Ведутся отделочные работы и пусконаладка эскалаторов, инженерных систем[25].
- 16 и 23 декабря 2018 года. Для подключения станции «Савёловская» были закрыты станции ЦСКА и Петровский парк[26].
- 30 декабря 2018 года. Станция была открыта для пассажиров.
- На сентябрь 2020 года продолжается проходка щитом «Инна»[27] второго тоннеля (первый уже пройден[28]) от 18-й площадки (за станцией «Рижская») Большой кольцевой линии. 
  - 14 сентября 2020 года щит «Инна» закончил проходку[29].

| - Строительство станции. Январь 2018 года |

## Расположение и вестибюли
Станция расположена вблизи улиц Нижней Масловки и Бутырской и является пересадочной на станцию «Савёловскую» Серпуховско-Тимирязевской линии и Савёловский вокзал (прямой выход открыт 27 января 2019 года), к 2020 году планируемого к преобразованию в остановочный пункт МЦД. Пассажиры входят и выходят через два подземных вестибюля к железнодорожным платформам Савёловского вокзала, платформе Савёловская (соединительной линии) и на обе стороны Бутырской улицы.
Рядом со станцией будет возведён транспортно-пересадочный узел «Савёловская», первый этап строительства которого предполагалось завершить к запуску станции Большой кольцевой линии.

## Наземный общественный транспорт
На этой станции можно пересесть на следующие маршруты городского пассажирского транспорта:
- Автобусы: м32, м40, 72, 379, 382, 384, 384к, 427, 447, 466, с482, с543, т29, т78, н10

## Архитектура и оформление
Пилонная трёхсводчатая станция глубокого заложения, глубиной 63, 64 или 65 м. Сообщалось, что это будет последняя станция глубокого заложения в Москве, однако позже было решено, что станции «Марьина Роща» и «Рижская» тоже будут глубокого заложения.

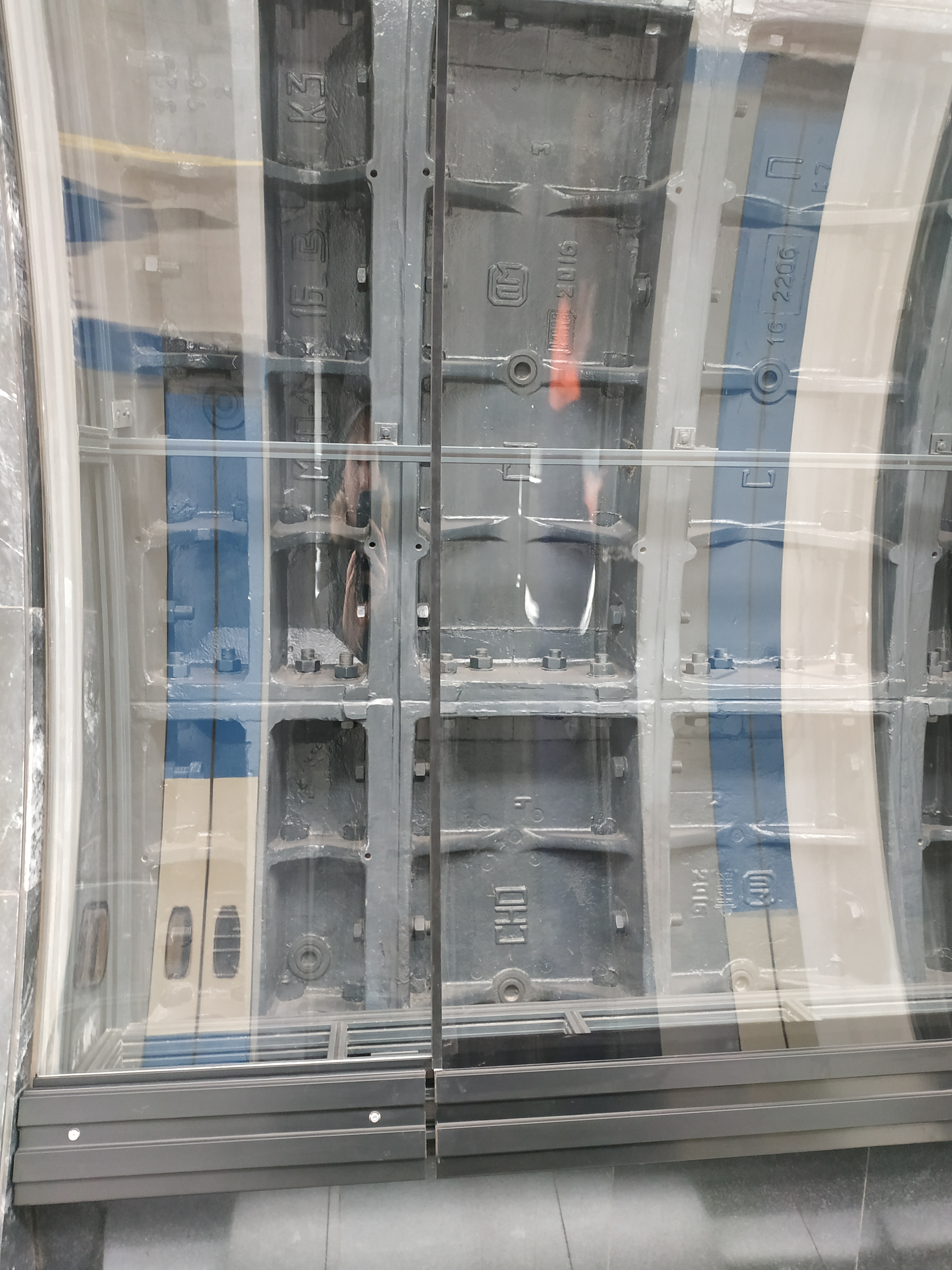
Неотделанные тюбинги как элемент дизайна станции
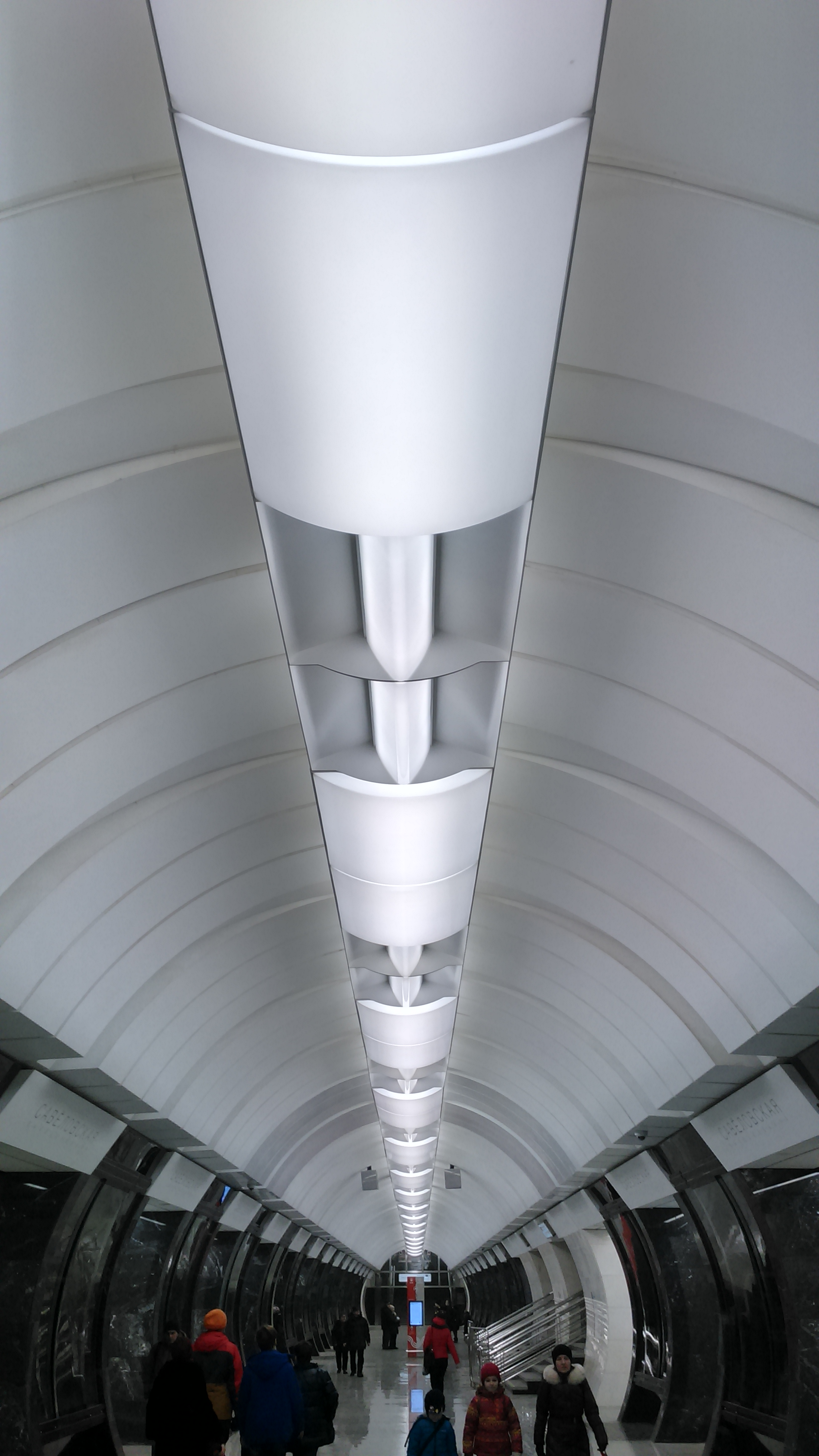
Светильники в центральном зале
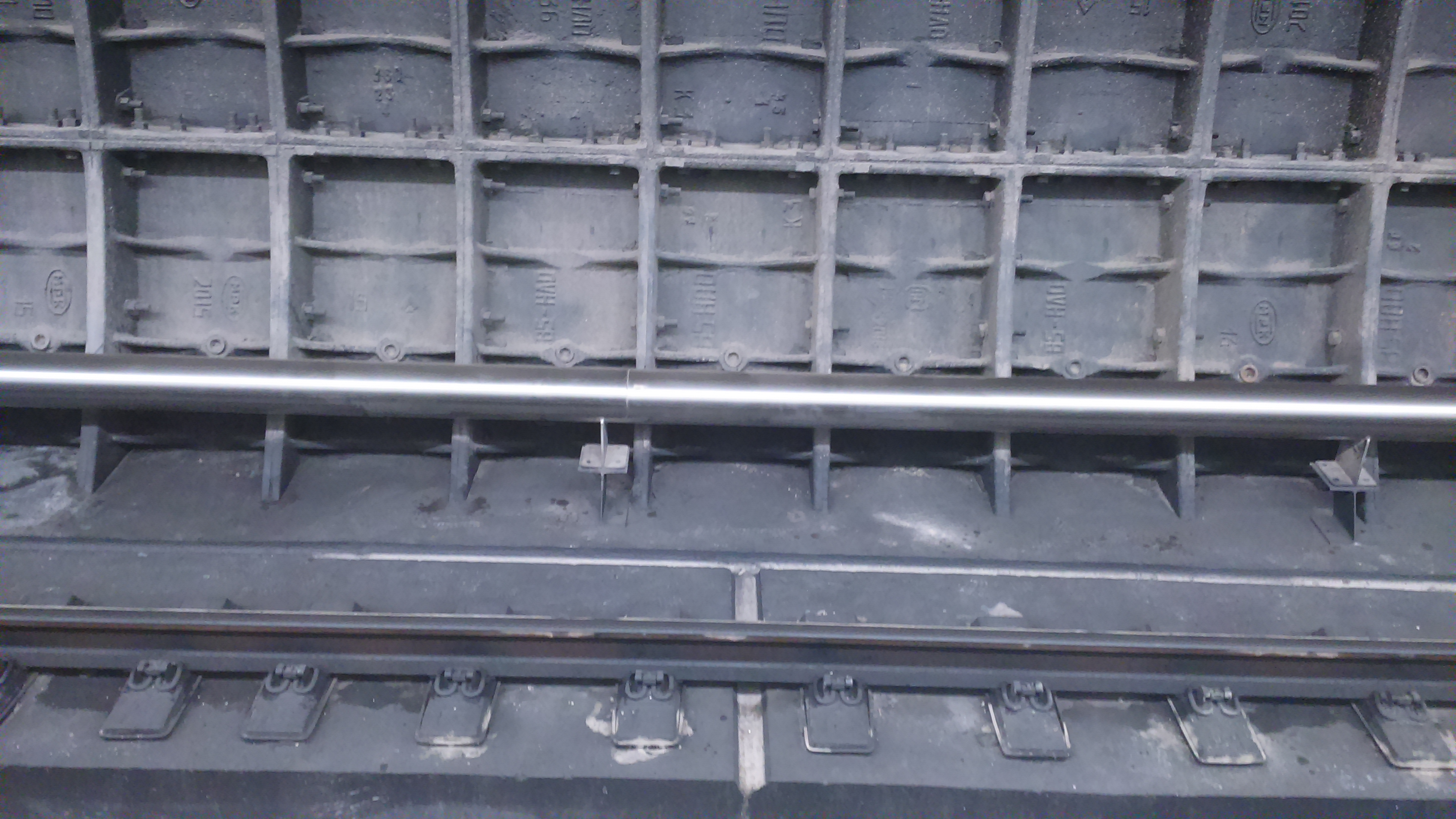
Труба, проложенная параллельно путям под тюбингами
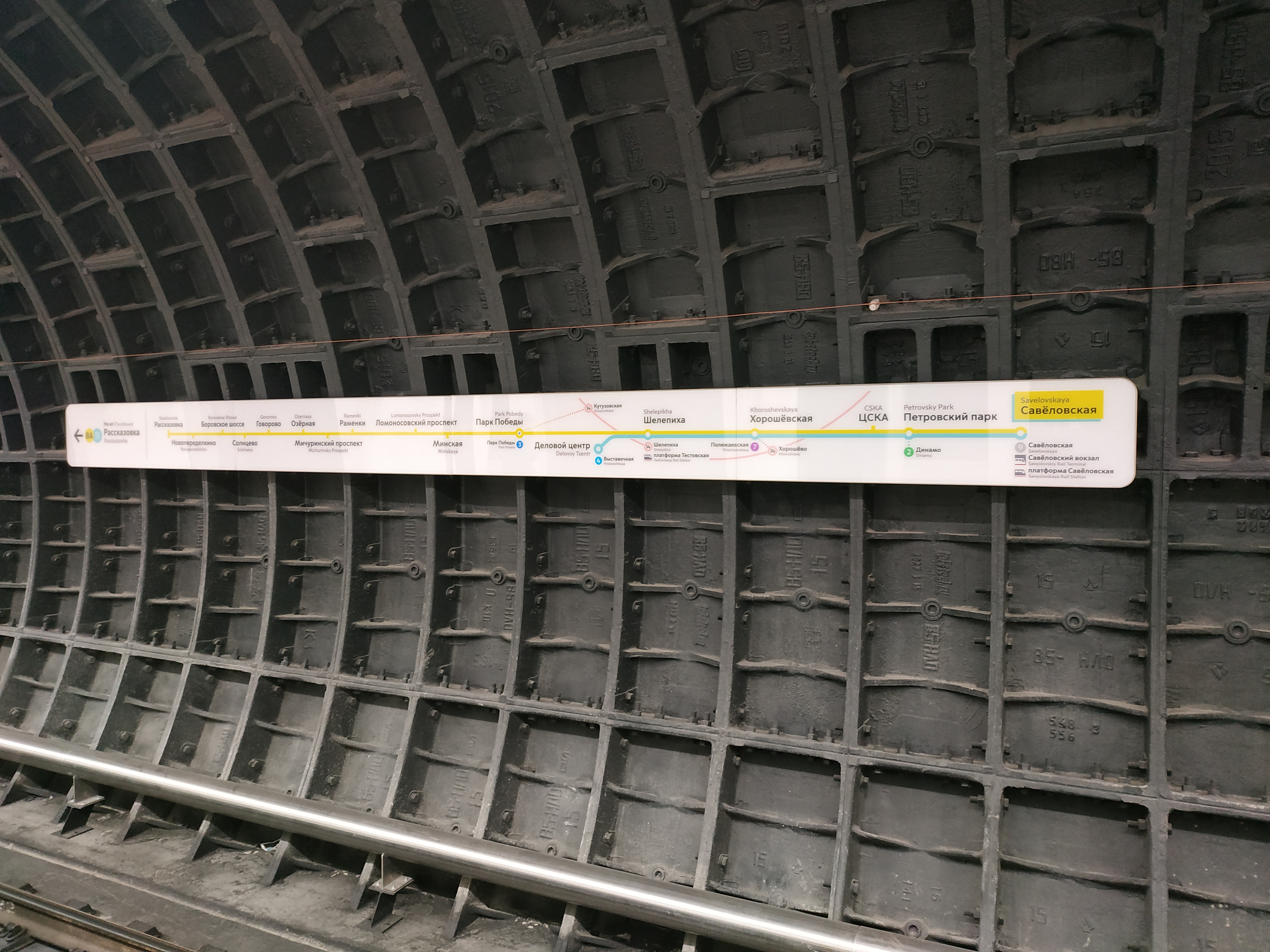
Указатель в направлении станции «Петровский парк» (до 2021 года)
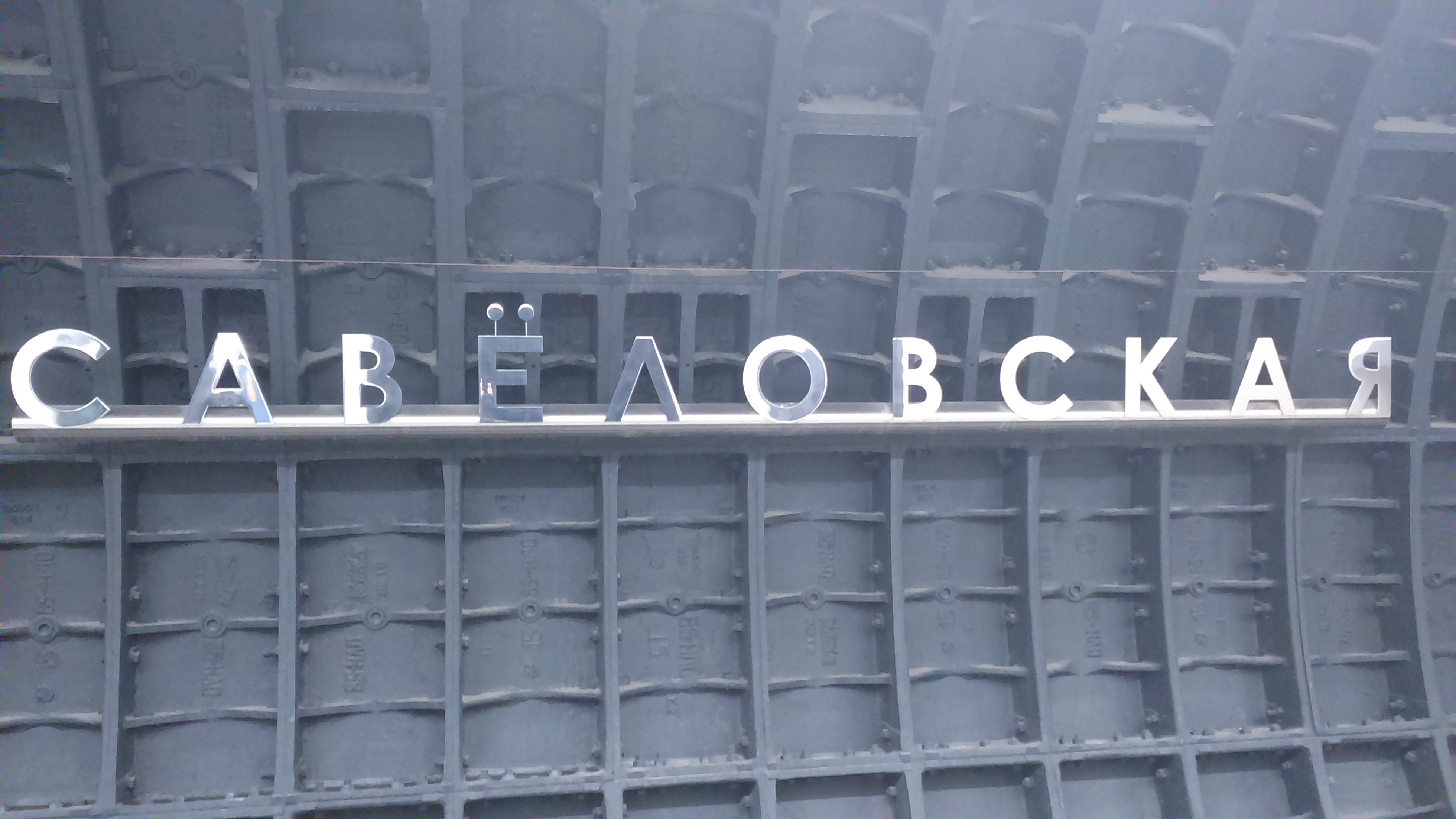
Название на путевой стене
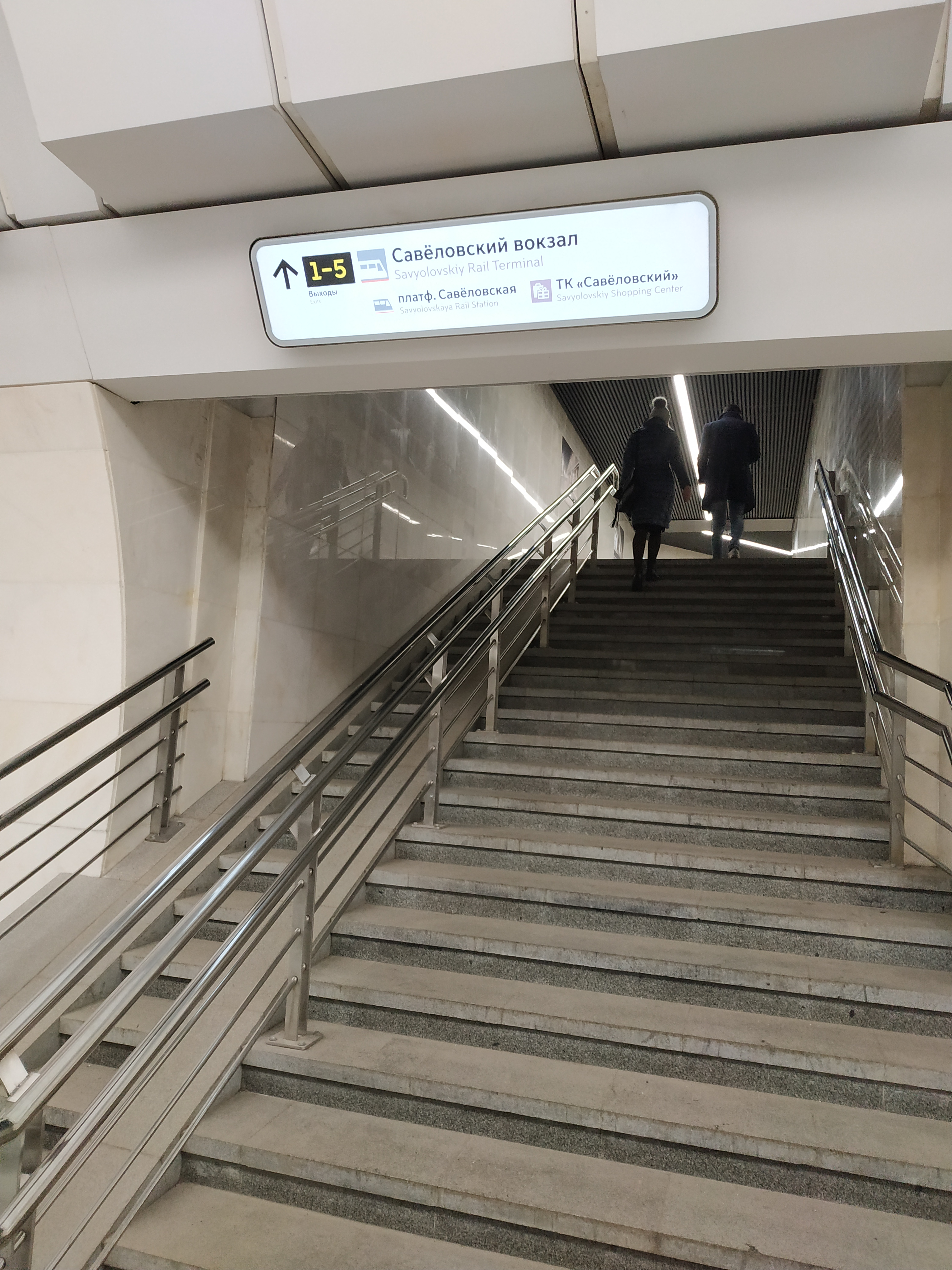
Выход на Бутырскую улицу и в подземный переход возле Савёловского вокзала
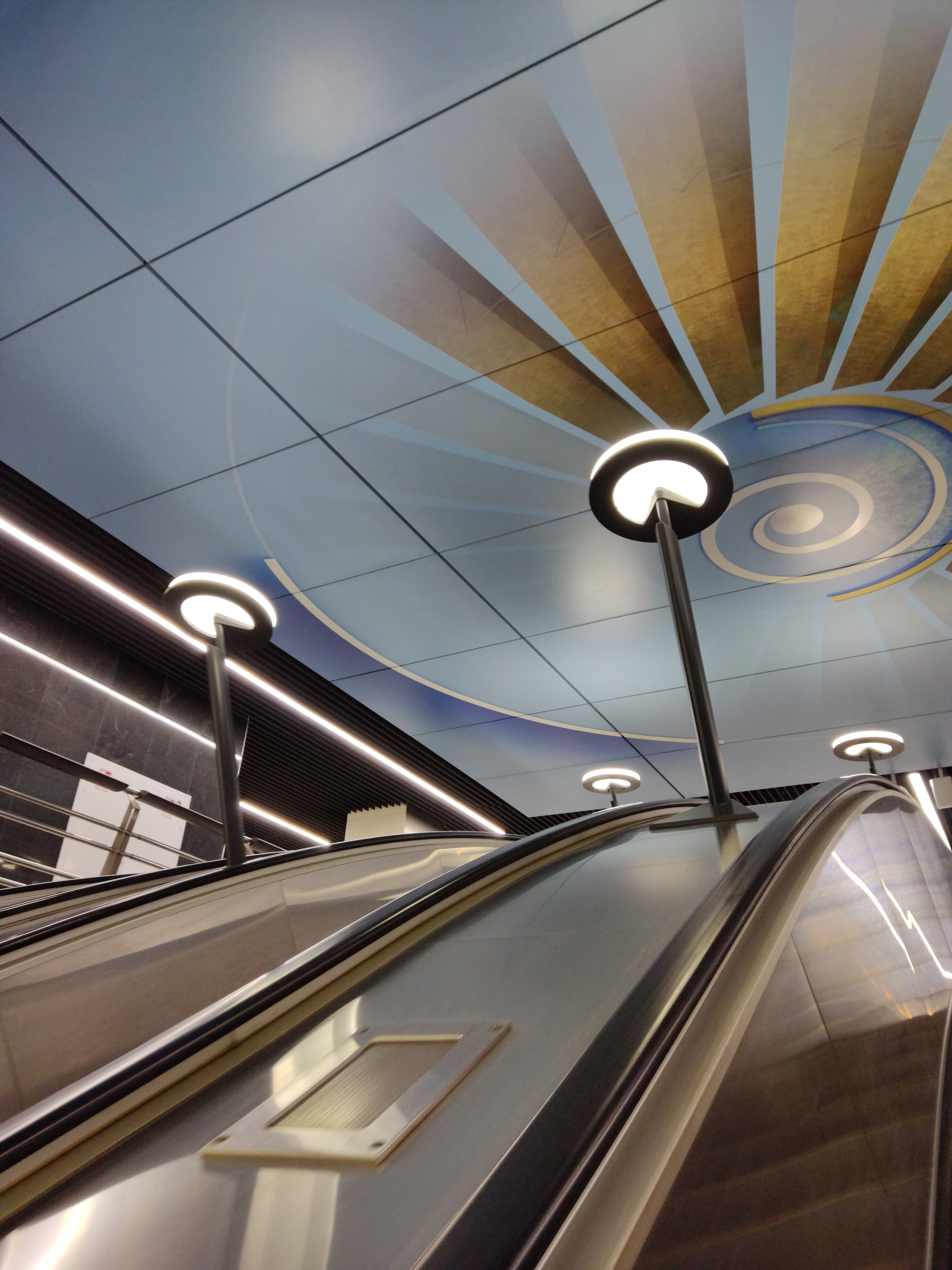
Эскалатор в вестибюле на Бутырской улице
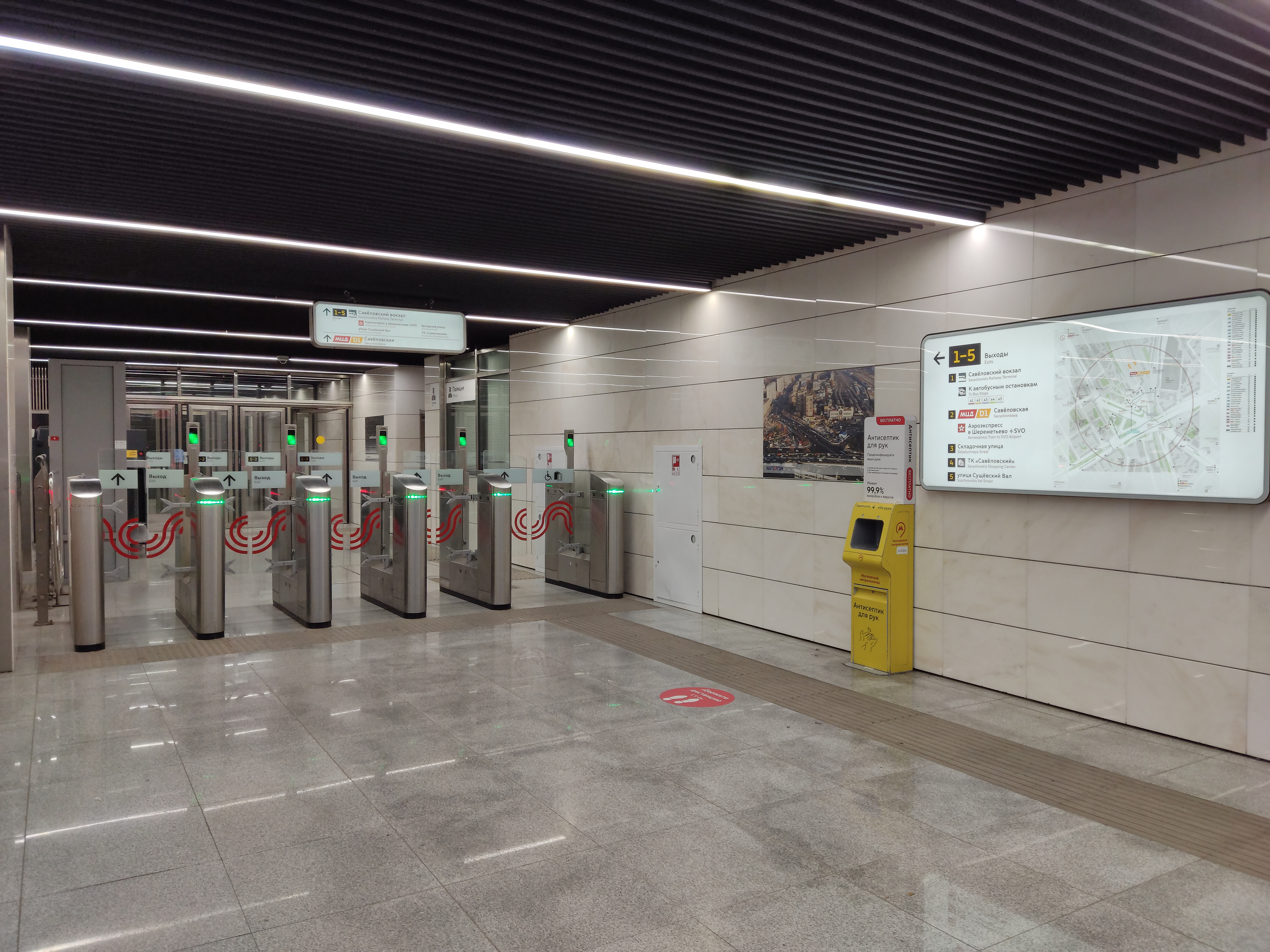
Общий вид вестибюля на Бутырской улице

Станция оформлена в серой цветовой гамме, в цвет Серпуховско-Тимирязевской линии, на которую осуществляется пересадка. Отделка станции выполнена с использованием серого и белого мрамора, а также серого и чёрного гранита. Отделка путевых стен и части поверхностей пилонов представлена в виде необлицованных тюбингов, покрытых прозрачными панелями, что по замыслу проектировщиков должно напоминать «стеклянный тоннель с алюминиевым каркасом». Над порталами, ведущими из центрального зала на посадочные платформы, написаны названия станции на русском и английском языках.

## Путевое развитие
За станцией имеется шесть стрелочных переводов, перекрёстный съезд, два станционных пути для оборота и отстоя подвижного состава. Один из станционных путей (3 путь) переходит в служебную соединительную ветвь к Серпуховско-Тимирязевской линии. 23 октября 2017 года было объявлено, что строительство оборотных тупиков завершено.

## Особенности проекта станции
При проектировании станции на ней предполагалась установка платформенных раздвижных дверей, от чего впоследствии было решено отказаться из соображений учёта пассажиропотока и интервала движения.

## В компьютерных играх
Станция с несуществующей у неё в реальности системой СЦБ и поездной сигнализацией (безопасности движения) в виде автоблокировки со светофорами и защитными участками, дополненной АЛС-АРС воссоздана в дополнении (моде) «Metrostroi Subway Simulator» к игре «Garry's Mod» в Steam на карте Virus с вымышленной линией (основное средство сигнализации на Большой кольцевой линии — АЛС-АРС без автостопов и защитных участков с нормально погашенными светофорами автоматического действия); смоделирована «игроками-энтузиастами» и функционирует в виде аддонов в Steam Workshop. Дополнение отличается от других компьютерных симуляторов поезда высокой реалистичностью и широкой кастомизацией каких-либо действий.